# Cancuén

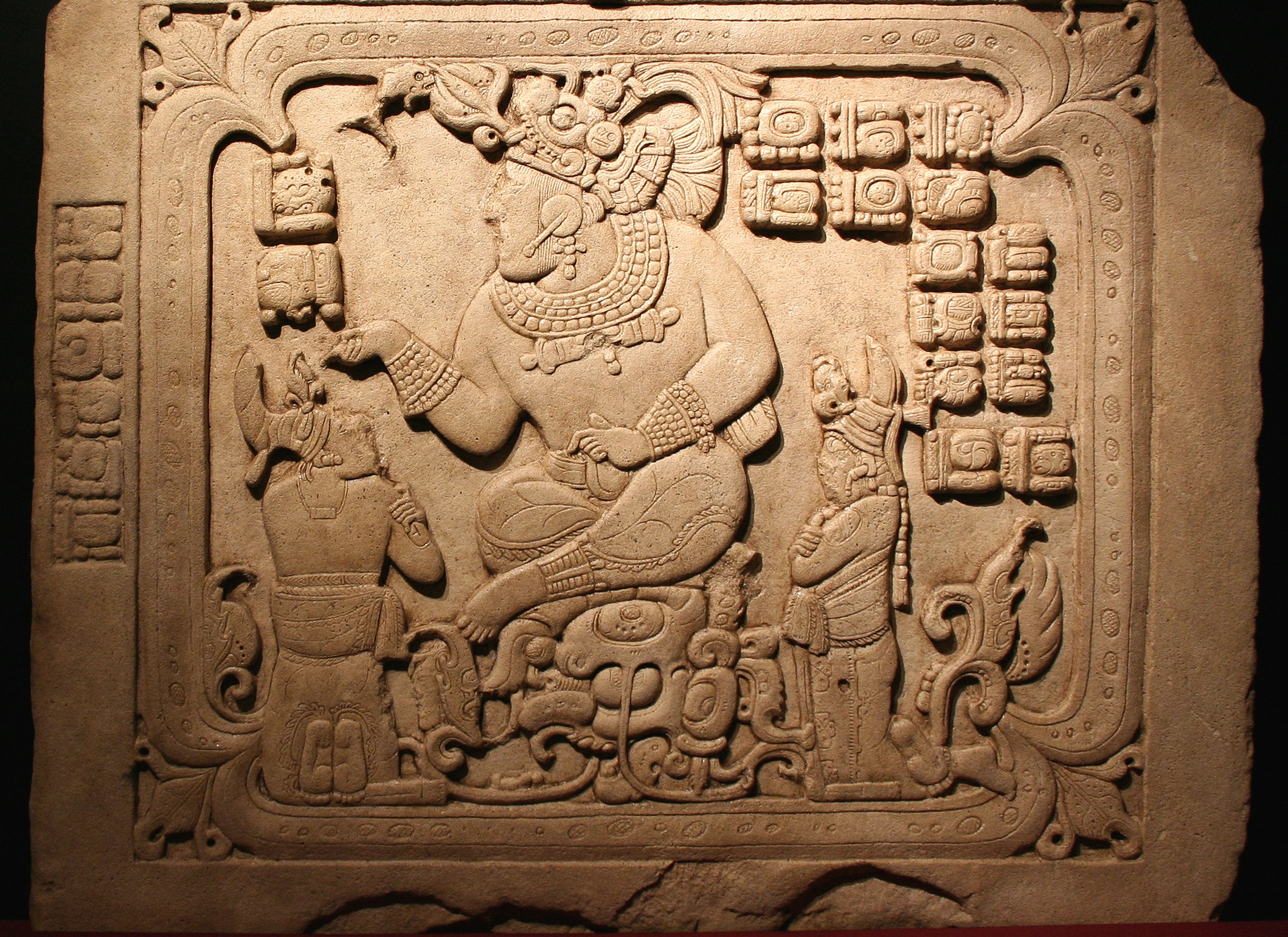
Panel 3 i Cancuén, som visar härskaren T'ah 'ak' Cha'an.

Cancuén är en viktig förkolumbiansk maya-fyndplats från den klassiska perioden. Den är belägen i den södra Sayaxchéregionen, Petén, Guatemala vid Río de la Pasión. Läget var välfunnet som handelsplats och beboddes åren från 300 till 950. Cancuén nådde sin högsta glans omkring 800, året då massakern inträffade: I ett överraskningsanfall blev 31 högt uppsatta personer avrättade och kastade i en cistern; regenten Kan Maax och drottningen blev likaledes avrättade och deras kroppar begravda i några närbelagna gravar .
De senaste fynden från utgrävningar har blivit mycket uppmärksammade och sträcker sig från rikt utsmyckad keramik, jadeverkstäder, utförligt skulpterade bollspelsplaner och palatset - mycket större och imponerande än i någon annan mayastad. Det uppfördes mellan åren 765 och  790, av T'ah 'ak' Cha'an, regenten som gjorde Cancuén till södra Peténs dominerande stad.
Palatset är en massiv struktur i tre våningar och runt 8,2 ha med fler än 200 rum och 12 patier, på vissa ställen är väggarna 18 dm tjocka. Senare undersökningar visade att byggnadens omfattning och hela fyndplatsen tidigare hade underskattats. 2000 menade man att strukturen täcker åtminstone 7,8 km2. Bågarna och valven, som man finner i mängden av gångar och korridorer med upp till 6 meter höga valv, ger intrycket av en labyrint.